# Bundesamt für Bauwesen und Raumordnung

Logo 2011

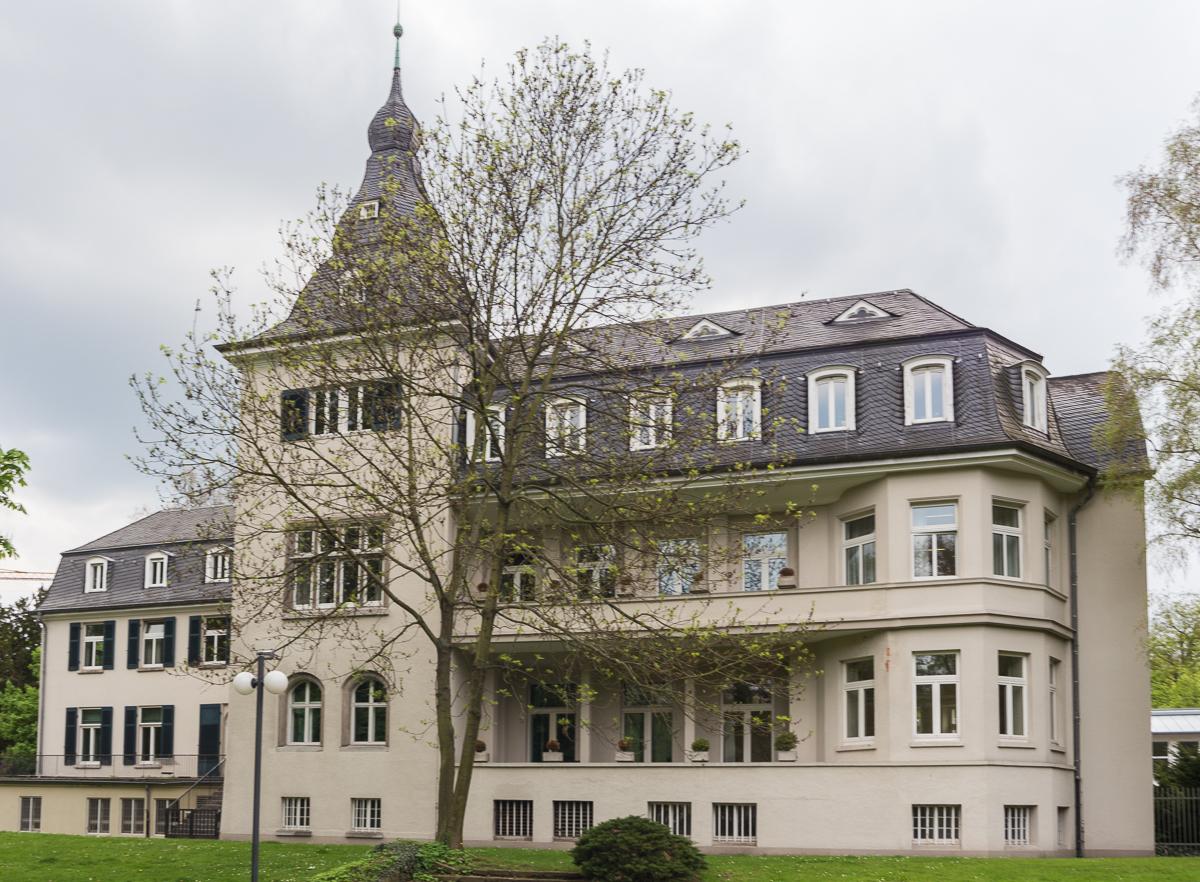
Schloss Deichmannsaue, Dienstgebäude in Bonn

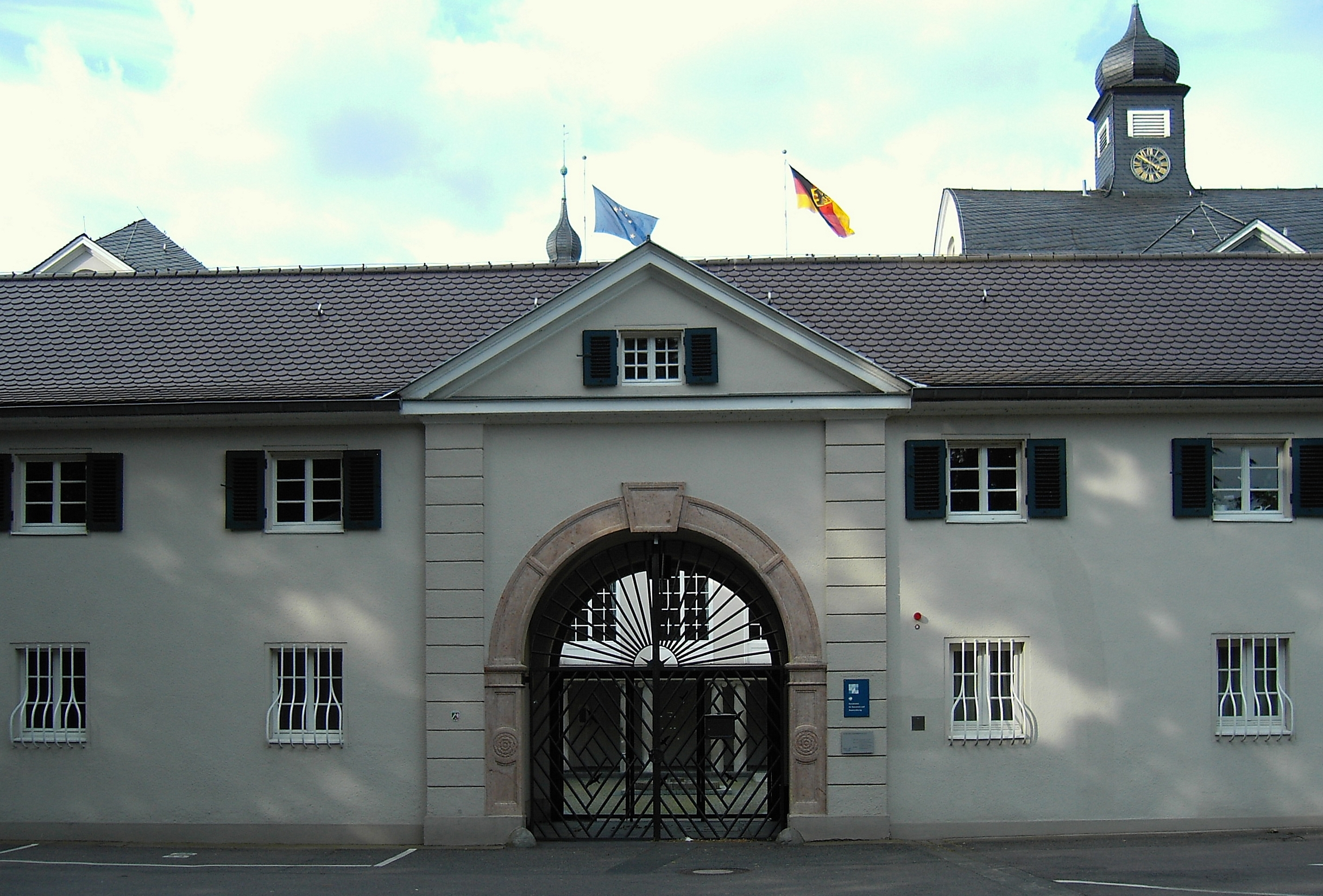
Eingang zum Schloss

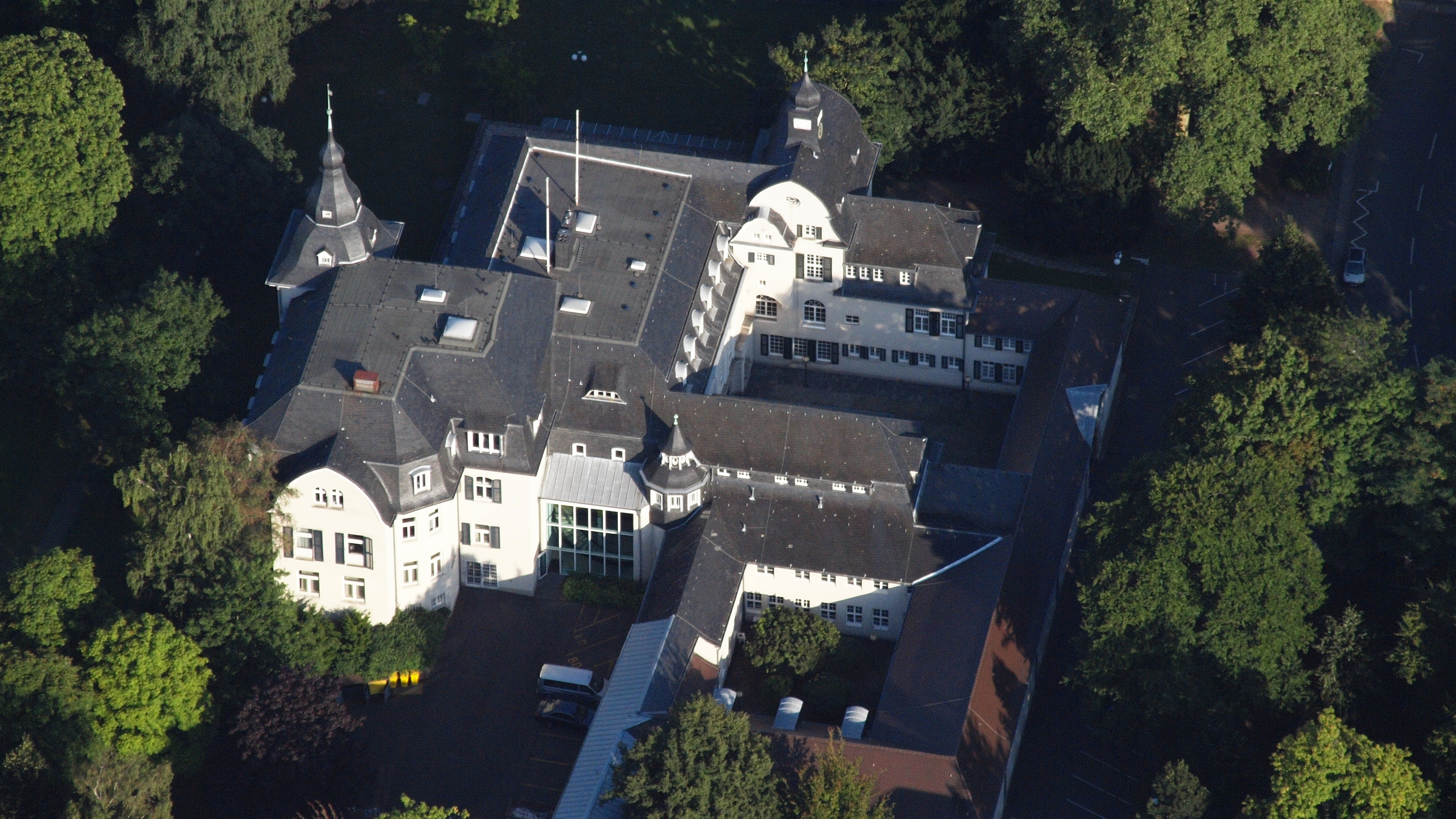
Schloss Deichmannsaue aus der Vogelperspektive

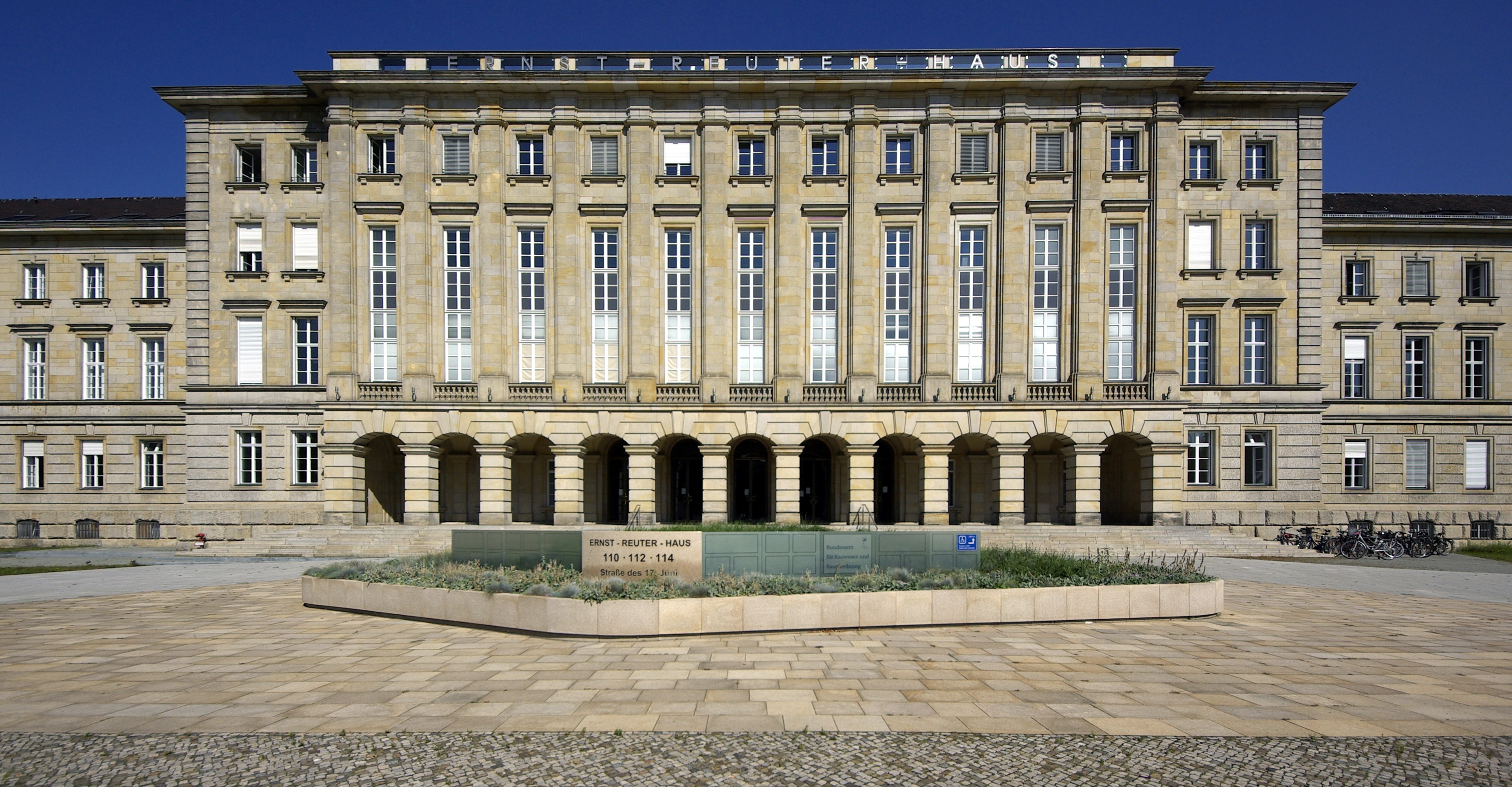
Ernst-Reuter-Haus in Berlin-Charlottenburg

Das Bundesamt für Bauwesen und Raumordnung (BBR) ist eine deutsche Bundesoberbehörde im Geschäftsbereich des Bundesministeriums für Wohnen, Stadtentwicklung und Bauwesen (BMWSB). Das BBR hat seinen Sitz im Schloss Deichmannsaue in der Bundesstadt Bonn (Ortsteil Rüngsdorf des Stadtbezirks Bad Godesberg). Weitere Dienstsitze sind das Ernst-Reuter-Haus und ein Gebäude am Reichpietschufer in Berlin sowie das am 23. Mai 2022 eröffnete Kompetenzzentrum Regionalentwicklung des BBSR in Cottbus. Im BBR sind mehr als 1700 Mitarbeiterinnen und Mitarbeiter beschäftigt, davon rund 320 im Bundesinstitut für Bau-, Stadt- und Raumforschung (BBSR). Etwa 520 Beschäftigte sind in Bonn tätig, rund 40 in Cottbus und die übrigen in Berlin.

## Geschichte
Das Bundesamt entstand 1998 durch die Zusammenlegung der Bundesbaudirektion (BBD) und der Bundesforschungsanstalt für Landeskunde und Raumordnung (BfLR) und wurde zum 1. Januar 2004 um die Bundesbauämter I und II der Oberfinanzdirektion Berlin erweitert. Das BBR betreut die wichtigsten Bundesbauten im Inland und Ausland, das BBSR als Abteilung I und II des BBR, unterstützt die Bundesregierung durch fachlich-wissenschaftliche Beratung auf den Gebieten des Bau- und Wohnungswesens, der Raumordnung und des Städtebaus. Das BBR ist Mitglied der Arbeitsgemeinschaft der Ressortforschungseinrichtungen.
Seit 1998 veröffentlicht das Amt das Jahrbuch Bau und Raum, in dem die wichtigsten Bau- und Forschungsvorhaben des Bundes veröffentlicht werden. Das Jahrbuch erscheint auf Deutsch/Englisch und ist im Buchhandel bzw. seit dem Jahrbuch 2011/12 im Selbstverlag des BBR erhältlich.
Das Bundesamt unterstand unterschiedlichen Bundesministerien, da die Zuständigkeit für das Bauwesen wechselte. Ab 1998 war es dem Bundesministerium für Verkehr, Bau- und Wohnungswesen nachgeordnet, welches 2005 in Bundesministerium für Verkehr, Bau und Stadtentwicklung umbenannt wurde. 2013 wechselte das Bundesamt unter das Bundesministerium für Umwelt, Naturschutz, Bau und Reaktorsicherheit und 2018 zum Bundesministerium des Innern, für Bau und Heimat. Mit Organisationserlass vom 8. Dezember 2021 hat der Bundeskanzler der Wechsel in den Geschäftsbereich des Bundesministeriums für Wohnen, Stadtentwicklung und Bauwesen angeordnet.

## Organisation

### Behördenaufbau
Das BBR gliedert sich in einen Forschungsbereich, der im Bundesinstitut für Bau-, Stadt- und Raumforschung (BBSR) organisiert ist, und den Baubereich (mit fünf Hauptabteilungen).
Bundesinstitut für Bau-, Stadt- und Raumforschung
| Hauptabteilung BA | Bundesbauten Ausland und Bonn        |
| Hauptabteilung KB | Kulturbauten                         |
| Hauptabteilung BS | Bundesministerien, Sicherheit        |
| Hauptabteilung BB | Bundestag, Bundeskanzleramt          |
| Hauptabteilung VF | Verfassungsorgane, Forschung         |
| Hauptabteilung Q  | Querschnitt mit Abteilung A, B und Z |

### Behördenleitung
Das BBR wird vom Präsidenten als Behördenleiter geleitet. Bisherige Amtsinhaberinnen und Amtsinhaber:
- 1998–2009: Florian Mausbach, Stadtplaner (bereits seit 1995 Präsident der Bundesbaudirektion)
- 2010–2015: Rita Ruoff-Breuer, Architektin
- seit 2015: Petra Wesseler, Architektin[6]

Im Sommer 2021 wurde Markus Dürig (Jurist) zum Vizepräsidenten ernannt.

## Baubereich
Rund 1440 der über 1700 Beschäftigten sind für den Baubereich des BBR tätig. Das Aufgabenspektrum reicht von der Großbaustelle bis zu raumordnerischen und städtebaulichen Modellprojekten, von Fragen der Baukultur und der Denkmalpflege bis zu Fragen der europäischen Zusammenarbeit sowie von Architekturwettbewerben bis zu Raumordnungsberichten und Wohnungsmarktstudien. Die Durchführung von Fachveranstaltungen und die Herausgabe eigener Publikationen runden das breite Spektrum ab. Die Bundesbauten in Berlin, Bonn und im Ausland sowie die Baumaßnahmen der Stiftung Preußischer Kulturbesitz werden von der ersten Idee bis zur Übergabe des fertigen Gebäudes begleitet. Das Leistungsspektrum reicht dabei von der allgemeinen Nutzerberatung über die Projektentwicklung, die Wertermittlung von Liegenschaften, Infrastruktur- und Energiekonzepte bis zur Durchführung von Baumaßnahmen jeder Größe. Betreut werden bundeseigene Baumaßnahmen sowie Zuwendungsmaßnahmen.
In Berlin betreut das BBR die politischen Hauptstadtbauten, darunter das Bauteil C für das Bundesministerium des Innern und für Heimat, die kulturellen Baumaßnahmen und Bauten der Stiftung Preußischer Kulturbesitz, wie die Grundinstandsetzung der Neuen Nationalgalerie, sowie Bauten der Bundeswehr, nachgeordneter Bundesbehörden und Forschungseinrichtungen, beispielsweise den Walther-Meißner-Bau für die Physikalisch-Technische Bundesanstalt.
In Bonn und Umgebung ist die Hauptaufgabe die Betreuung der Bauten der ersten bzw. zweiten Dienstsitze der Bundesregierung, darunter auch der Hauptsitz des Bundesministeriums der Verteidigung auf der Hardthöhe, nachgeordneter Dienststellen und kultureller Bauten wie das Haus der Geschichte sowie internationaler Organisationen. Ein besonderer Schwerpunkt ist hierbei der Auf- und Ausbau des UN-Campus für Institutionen der Vereinten Nationen. Herausragende Bauprojekte, die das BBR in Bonn koordiniert hat, sind beispielsweise der Neubau des Plenarbereichs für den Deutschen Bundestag von Günter Behnisch, die Kunst- und Ausstellungshalle der Bundesrepublik Deutschland von Gustav Peichl und das Funkhaus der Deutschen Welle von Joachim Schürmann. Zudem ist das BBR außerhalb Bonns für das Gästehaus Petersberg (ehemaliges Bundesgästehaus) in Königswinter und die Stiftung Bundeskanzler-Adenauer-Haus in Bad Honnef-Rhöndorf zuständig.

### Politische Hauptstadtbauten
In Berlin zeigte das BBR nach dem Beschluss zur Verlegung des Parlaments- und Regierungssitzes (1991) für die Errichtung neuer Dienstsitze für Bundesministerien und Verfassungsorgane verantwortlich, wobei neunzig Prozent aller Unterbringungen in Altbauten erfolgten. Dazu gehören der Reichstag, die Neubauten für den Deutschen Bundestag und das Bundeskanzleramt. Der Umbau des Reichstagsgebäudes sowie die Neubauten im sogenannten Band des Bundes für den Deutschen Bundestag und das Bundeskanzleramt wurden von der eigens hierfür gegründeten Bundesbaugesellschaft Berlin (BBB) betreut. Das Invalidenhaus Friedrichs des Großen dient heute dem Bundesministerium für Wirtschaft und Technologie, das Auswärtige Amt ist in der ehemaligen Reichsbank beheimatet, das Arbeits- und Sozialministerium im früheren Reichspropagandaministerium und das Plenum des Bundestags tagt im Reichstagsgebäude. Der Bundesrat bezog das alte Preußische Herrenhaus und der Bundespräsident das Schloss Bellevue.
Schwerpunkte bei den großen Baumaßnahmen für oberste Bundesbehörden bilden die notwendig gewordenen Erweiterungen bestehender Dienstsitze und die Neuunterbringungen von Bundesministerien an zentralen Standorten. Diese Neu- und Erweiterungsbauten für die Bundesministerien, das Bundeskanzleramt und den Bundestag haben Vorbildcharakter für energetisches, nachhaltiges Bauen und erfüllen mit den zumeist aus internationalen Wettbewerben siegreich hervorgegangene Entwürfe hohe baukulturelle Ansprüche.
2019 wurde durch Medienberichte ein inoffizielles Arbeitspapier der Bundestagsverwaltung öffentlich, in dem die Arbeit des Bundesamtes dagegen deutlich kritisiert wurde. Dem internen Papier zufolge verlängerten sich die Bauzeiten bei vom BBR durchgeführten Projekten um fünf bis acht Jahre und kosteten im Schnitt 55 % mehr als veranschlagt. Das Bundesamt müsse deshalb „erheblich entlastet werden“. Das BBR wies die Darstellung zurück und erklärte gegenüber der Berliner Zeitung, dass die in dem Papier genannten Projektdaten in sechs von acht Fällen nicht mit den tatsächlichen Haushaltsunterlagen übereinstimmten. Zudem würden die Gründe für Verzögerungen verkürzt dargestellt.
Der in diesem Zusammenhang verbreiteten Behauptung, einem noch nicht fertiggestellten Bundestagsbau drohe der Abriss, hatte das BBR bereits 2018 widersprochen: „Ein Abriss des Erweiterungsbaus des Marie-Elisabeth-Lüders-Hauses war und ist nicht geplant.“

### Kulturelle Hauptstadtbauten und Bauten der Stiftung Preußischer Kulturbesitz
Neben den kulturell herausragenden Hauptstadtbauten, wie dem Humboldtforum im wieder zu errichtenden Berliner Schloss in der historischen Mitte Berlins, dem Deutschen Historischen Museum und der Stiftung Topographie des Terrors, betreut das BBR auch die Baumaßnahmen der Stiftung Preußischer Kulturbesitz. Teil eines langfristigen Bauprogramms sind die Instandsetzung und Erweiterung der Bauten der Staatlichen Museen zu Berlin wie das Weltkulturerbe Museumsinsel und die Staatsbibliothek Ernst von Ihnes Unter den Linden unter Planungsbeteiligung international renommierter Architekten. Die Arbeiten an der Staatsbibliothek Unter den Linden wurden 2019 abgeschlossen, sodass am 4. November der Schlüssel an den Nutzer übergeben werden konnte. Auch die Museen in Dahlem und das Kulturforum mit der Neuen Nationalgalerie von Mies van der Rohe und Scharouns Staatsbibliothek werden vom BBR betreut.

### Nachgeordnete Bundesbehörden
Das bauliche Aufgabenspektrum des BBR für die nachgeordneten Bundesbehörden umfasst unter anderem Neubauten, Umbauten und Sanierungen in verschiedenen Größenordnungen von einfachen Maßnahmen bis hin zu umfangreichen Bauprojekten. Zu den betreuten Nutzern zählen das Bundesarchivs in Berlin-Lichterfelde, die Bundesanstalt für Materialforschung und -prüfung, das Bundesamt für Strahlenschutz, das Julius Kühn-Institut, das Umweltbundesamt, das Technische Hilfswerk, die Zollverwaltung, die Bundespolizei, das Bundeskriminalamt, das Bundesamt für Verfassungsschutz, die Bundesnetzagentur und die Bundesanstalt für den Digitalfunk der Behörden und Organisationen mit Sicherheitsaufgaben. Das ebenfalls für eine nachgeordnete Behörde umgesetzte und bisher größte Hochbauprojekt des Bundes überhaupt war die von 2006 bis 2019 in Berlin-Mitte neu erbaute und für 4.000 Mitarbeiterinnen und Mitarbeiter ausgelegte Zentrale des Bundesnachrichtendienstes.

### Forschungseinrichtungen
Ein weiterer Schwerpunkt des BBR-Baubereichs liegt in der Betreuung großer Forschungseinrichtungen. Dazu zählen die Physikalisch-Technische Bundesanstalt und die Bundesanstalt für Materialforschung und -prüfung in Berlin-Steglitz und am Wissenschaftsstandort Berlin-Adlershof sowie das Bundesamt für Strahlenschutz in Berlin-Karlshorst. Für diese Forschungseinrichtungen erfolgen Neu-, Aus- und Umbau sowohl ganzer Institutsbauten als auch einzelner Speziallabore aus dem physikalischen, medizinischen oder chemischen Bereich. Aktuell entsteht in Berlin-Charlottenburg mit dem sogenannten Walther-Meißner-Bau ein innovatives Wissenschaftsgebäude für die Physikalisch-Technische Bundesanstalt. In den neuen Labor-, Mess- und Reinräumen werden höchst genaue Messungen der Temperatur und Forschungsarbeiten rund um supraleitende Sensorik möglich sein. Für das Robert Koch-Institut wurde in Berlin-Wedding ein Neubau mit Hochsicherheitslaboren bis zur höchsten Sicherheitsstufe der Kategorie S 4 errichtet und im Februar 2015 eingeweiht.

### Einrichtungen der Bundeswehr
Die Bauangelegenheiten der Bundeswehr umfassen in Berlin den Bendlerblock, außerdem das Bundeswehrkrankenhaus, die Julius-Leber-, die General-Steinhoff-, die Blücher- und die Dahme-Spree-Kaserne.

### Weitere Aufgaben
Im Rahmen seiner Aufgaben als Bauherrenvertretung führt das BBR auch Städtebau-, Architektur-, Landschaftsarchitektur- und Kunst-am-Bau-Wettbewerbe durch. Darüber hinaus betreut das Bundesamt die Verfahren zum Deutschen Architekturpreis, zum Deutschen Ingenieurbaupreis und zum Deutschen Hochschulbaupreis. Mit der baufachlichen Begleitung von inländischen Zuwendungsmaßnahmen aus dem sozialen und Bildungsbereich sowie aus dem Bereich kultureller und politischer Stiftungen widmet sich das Bundesamt einem weiteren bedeutenden Auftrag. Neben konkreten Planungsaufgaben im Hochbau gehören auch Projektentwicklungen, langfristige Zielplanungen für Bundesgrundstücke unter Einbeziehung von Machbarkeitsstudien, Wirtschaftlichkeitsuntersuchungen und Umsetzungsstrategien zum Aufgabenspektrum.

### Effizienz- und Qualitätssicherung
Die Querschnittsabteilung B übernimmt eine Vielzahl an bautechnischen und baufachlichen Grundsatz- und Spezialthemen. Sie berät die Bauabteilungen und unterstützt sie bei der Abwicklung von Projekten. Es werden beispielsweise Instrumentarien für die Qualitätssicherung und für das Risikomanagement erarbeitet sowie übergeordnete Aufgaben zum Kostenmanagement wahrgenommen. Damit wird der Verpflichtung nachgekommen, mit den öffentlichen Mitteln verantwortungsvoll umzugehen. Des Weiteren ist sie abteilungsübergreifend für die Einführung und Betreuung digitaler Bau- und Fachinformationstechnik zuständig.

## Bundesinstitut für Bau-, Stadt- und Raumforschung

Logo des BBSR

Das Bundesinstitut für Bau-, Stadt- und Raumforschung im Bundesamt für Bauwesen und Raumordnung, kurz BBSR, wurde am 1. Januar 2009 durch Zusammenfassung des Wissenschaftlichen Bereichs des BBR unter Integration des Instituts für die Erhaltung und Modernisierung von Bauwerken e. V. (IEMB), Berlin, gegründet. Als Ressortforschungseinrichtung unterstützt es mit 333 Planstellen das Bundesministerium für Wohnen, Stadtentwicklung und Bauwesen (BMWSB), weitere Bundesressorts sowie Länder und Kommunen in den Politikbereichen Stadtentwicklung, Raumordnung, Städtebau, Wohnungs- und Immobilienmarkt sowie Baukultur auf nationaler und europäischer Ebene. Leiter des Instituts mit Hauptsitz im Bonner Schloss Deichmannsaue ist seit Januar 2019 der Volkswirt Markus Eltges, der zu diesem Zeitpunkt bereits viele Jahre im BBSR tätig war. Von Juni 2009 bis Oktober 2011 wurde das BBSR von der Stadtplanerin Elke Pahl-Weber geleitet. Von November 2011 bis Dezember 2018 stand Harald Herrmann an der Spitze des Bundesinstituts für Bau-, Stadt- und Raumforschung.
Das BBSR ist Teil der raumbezogenen Informationsarchitektur der Bundesregierung und stellt Informationen, Forschungsergebnisse und Analysen sowie Expertisen und Berichte für Politik und Öffentlichkeit bereit. Es betreut die Ressortforschungsprogramme des BMWSB. Die Ergebnisse der wissenschaftlichen Begleitung von Modellvorhaben bringen die Diskussion neuer Konzepte voran, Studien bereiten Gesetzesvorhaben auf nationaler und europäischer Ebene vor. Durch Monitoring und Evaluation werden die Programme der Städtebauförderung und andere Fördermaßnahmen des BMWSB weiterentwickelt.
Umfassende Berichts-, Informations- und Dokumentationsaufgaben kommen hinzu. So erstellt das BBSR regelmäßig die gemäß § 22 ROG vorgeschriebenen Raumordnungsberichte, gibt die Fachzeitschrift Informationen zur Raumentwicklung und verschiedene Publikationsreihen heraus, betreibt Websites und veranstaltet Fachveranstaltungen. Das BBSR unterhält zudem eine öffentliche Fachbibliothek.
Das BBSR hat Standorte in Bonn, Berlin und seit 2021 mit dem Kompetenzzentrum Regionalentwicklung einen dritten in Cottbus. Das Kompetenzzentrum Regionalentwicklung soll durch Forschung, Wissenstransfer und Beratung die Transformation der Braunkohlereviere in Deutschland fördern. Das BBSR hat in Cottbus den Standortwettbewerb für das Zukunftszentrum für Deutsche Einheit und Europäische Transformation durchgeführt. Als Standort wurde im Februar 2023 Halle (Saale) ausgewählt.
Das BBSR gliedert sich in die drei Abteilungen „Raum- und Stadtentwicklung“, „Wohnungs- und Bauwesen“ sowie „Forschungs- und Investitionsprogramme, Wissenschaftliche Dienste“.
Aufgaben des BBSR
- Begleitung der aktuellen Arbeiten und Diskussionen im Verantwortungsbereich des BMWSB mit seiner Vorlauf- und Eigenforschung sowie über die Sektorengrenzen hinweg
- Entwicklung und Pflege einschlägiger Informationssysteme (unter anderem Raum- und Stadtbeobachtung, Wohnungs- und Immobilienmarktbeobachtung, fachspezifische Datenbanken, Regionalprognosen)
- Mitwirkung bei der Konzeption und Erstellung von Normen und Regelwerken
- Beteiligung  in Netzwerken mit einschlägigen wissenschaftlichen Institutionen
- Entwicklung, Vergabe, Betreuung und Auswertung der Ressortforschungsprojekte
- Vorlage fachlicher Berichte in eigener (gesetzlicher) Verantwortung
- Verfassen von Entwürfen von Regierungsberichten oder Teilen davon
- Zulieferung von Antwortentwürfen an das Ministerium für Ad-hoc-Anfragen aus dem politischen Raum
- Beratung der Obersten Technischen Instanz (OTI) in ihren Vollzugsaufgaben
- adressatenorientierter Wissenstransfer
- Begleitung der Investitionsprogramme des BMWSB auf Basis seiner wissenschaftlichen und administrativen Kompetenz

## Weitere Vorgängerorganisationen
- Institut für Raumforschung (1949–1973)